# Barleben
Barleben è un comune tedesco di 9 238 abitanti situato nel land della Sassonia-Anhalt.